# Hrútar
Rams (em islandês:  Hrútar) é um filme islandês de 2015 do gênero drama escrito e diigido por Grímur Hákonarson. Ele foi apresentado na seção Un certain regard  do Festival de Cannes 2015 onde ganhou  o prêmio Un Certain Regard. Foi apresentado na seção cinema mundial contemporânio do Festival Internacional de Cinema de Toronto de 2015.
Ele foi selecionado para representar a islândia no Oscar de melhor filme estrangeiro no Oscar 2016 mas não foi indicado para o prêmio.